# Woodsia manchuriensis
Woodsia manchuriensis là một loài thực vật có mạch trong họ Woodsiaceae. Loài này được Hook. miêu tả khoa học đầu tiên năm 1861.